# José Manuel Mateo Calderón
José Manuel Mateo Calderón (Ciudad de México, 1970) es un escritor, investigador y académico mexicano. Su principal área de investigación se centra en la obra de José Revueltas y Ricardo Flores Magón, explorando la intersección entre literatura popular, teoría de la prosa, y la radicalidad política en el ensayo mexicano del siglo XX.

## Biografía
Es doctor en Letras por la Universidad Nacional Autónoma de México (UNAM) y está adscrito al Centro de Estudios Literarios del Instituto de Investigaciones Filológicas de la misma universidad.
Mateo Calderón ha coordinado diversos proyectos respaldados por el Programa de Apoyo a Proyectos de Investigación e Innovación Tecnológica (PAPIIT), entre los cuales destaca la serie Tiempo de Revueltas, que combina investigación y edición para profundizar en las conexiones intelectuales de Revueltas con otros autores y contextos. Ha publicado múltiples libros, capítulos y artículos académicos, y ha participado en conferencias tanto en México como en otros países como Argentina, Chile y España.
En 2011, recibió el VIII Premio Internacional de Ensayo otorgado por Siglo XXI Editores por su obra En el umbral de Antígona: notas sobre la poética y la narrativa de José Revueltas.
Además de sus investigaciones académicas, también ha sido reconocido por sus trabajos destinados a la literatura infantil y juvenil, habiendo sido premiado por el libro Migrar, con ilustraciones de Javier Martínez Pedro, en la Feria del Libro Infantil de Bolonia, Italia.

## Obras
- Mateo, José Manuel (2011). En el umbral de Antígona: notas sobre la poética y la narrativa de José Revueltas. México, D. F.: Siglo XXI Editores (Lingüística y teoría literaria).
- Mateo, José Manuel (2011). Lectura y libertad. Hacia una poética de José Revueltas. México: El Colegio de San Luis (Colección Investigaciones).
- Mateo, José Manuel y Martínez Pedro, Javier (2011). Migrar. Ciudad de México: Ediciones Tecolote. ISBN 9786077656555
- Mateo, José Manuel (2014). José Revueltas. Iconografía. Ciudad de México: Fondo de Cultura Económica.
- Mateo, José Manuel (2014). Tiempo de Revueltas, uno: la nación ausente (José Revueltas y Daniel Cosío Villegas). México, D. F.: Obranegra.
- Mateo, José Manuel (2016). Tiempo de Revueltas, dos: la discordia proletaria (José Revueltas y Ricardo Flores Magón). Ciudad de México: Universidad Nacional Autónoma de México.
- Mateo, José Manuel (2018). Tiempo de Revueltas tres: un mundo en sufrimiento: José Revueltas y Pablo Neruda. Ciudad de México: Universidad Nacional Autónoma de México.
- Mateo, José Manuel (2018). Tiempo de Revueltas cuatro: nota roja y sentido trágico (La firma de José Revueltas). Ciudad de México: Universidad Nacional Autónoma de México.
- Mateo, José Manuel (2019). Espectros del ensayo: José Revueltas y Ricardo Flores Magón. Ciudad de México: Universidad Nacional Autónoma de México.
- Mateo, José Manuel (2023). Abreviaturas. Problemas de literatura y plusvalía.
- Mateo, José Manuel (2023). Cuatro veces el mismo árbol. Ciudad de México: Cuatro Lunas. ISBN 978-84-19783-12-7
- Mateo, José Manuel (2024). Apariciones. Con prólogo de Diamela Eltit. Ciudad de México: Cuatro Lunas. ISBN 978-84-19783-17-2

## Premios y distinciones

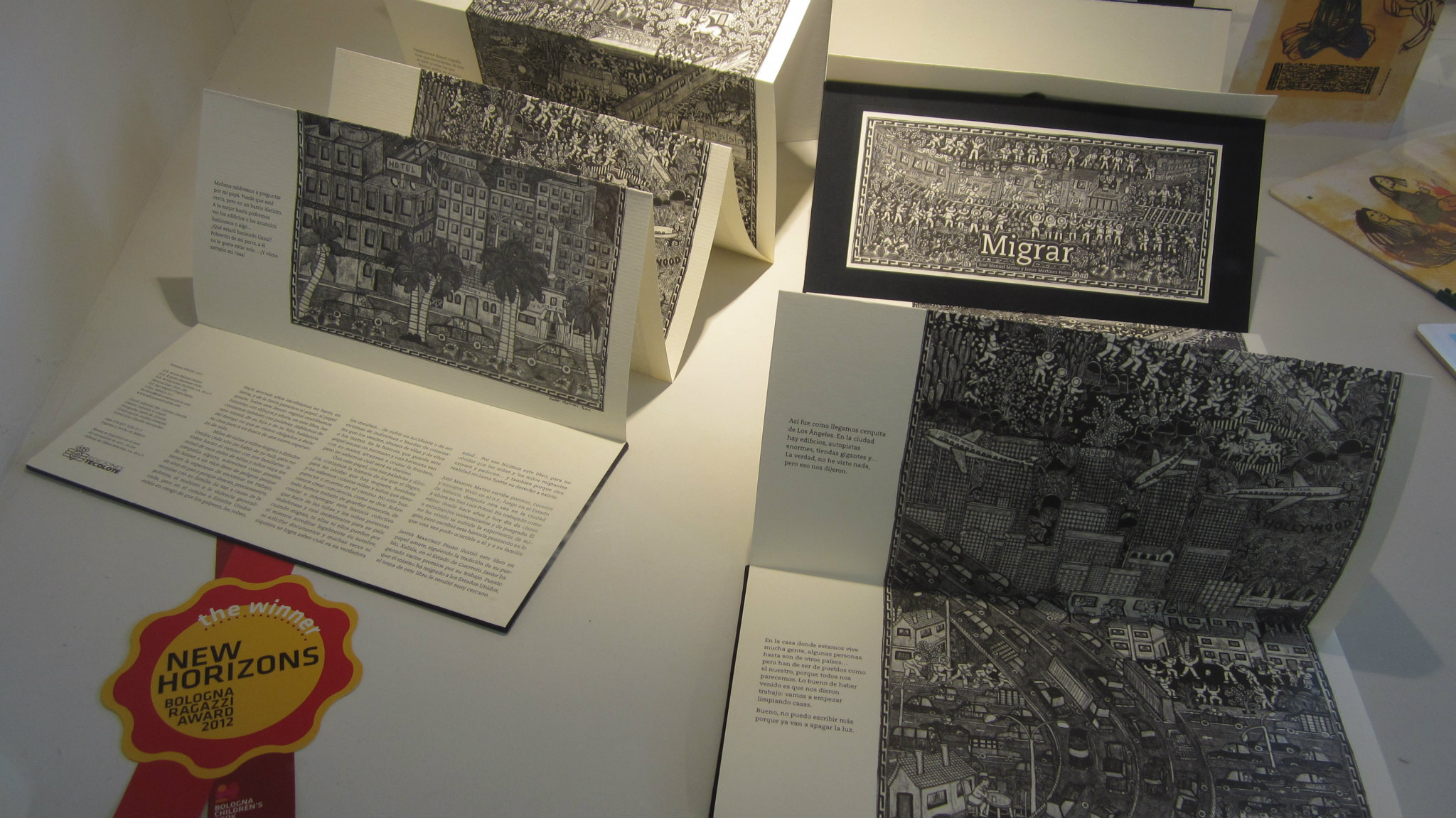
El libro Migrar, texto de José Manuel Mateo e ilustraciones de Javier Martínez Pedro, ganador del premio New Horizons en la Feria del libro Infantil de Bolonia.

- 2011 - VIII Premio Internacional de Ensayo, Siglo XXI Editores, El Colegio de Sinaloa, A.C. y la Universidad Autónoma de Sinaloa. Por En el umbral de Antígona: notas sobre la poética y la narrativa de José Revueltas (México, Siglo XXI Editores, 2011).[3]
- 2012 - Premio Nuevos Horizontes en la Feria del Libro Infantil de Bolonia. Por Migrar, con ilustraciones de Javier Martínez Pedro.[4]
- 2023 - XX Premio Nacional de Cuento Agustín Yáñez. Por Apariciones.[5]